# Isabela (Galapágy)
Isabela je největším ostrovem souostroví Galapágy. S rozlohou 4640 km² je Isabela téměř 4× větší než Santa Cruz, druhý největší ostrov Galapág. Ostrov nese jméno po španělské královně Isabele Kastilské. Původně byl pojmenován Albemarle po vévodovi z Albemarle. Ostrovem prochází zemský rovník.

## Geologie
Isabela se nachází na západním okraji souostroví Galapágy, ve kterém je jedním z nejmladších ostrovů. Stáří ostrova je odhadováno zhruba na 1 milión let. Na vzniku ostrova se vulkanickou činností podílelo celkem šest štítových vulkánů: Alcedo, Cerro Azul, Darwin, Ecuador, Sierra Negra a Wolf. Vulkány Ecuador a Wolf leží přímo na rovníku. Wolf je s nadmořskou výškou 1707 m nejvyšším bodem ostrova. Ostrov je z geologického hlediska velmi významný, neboť ve zdejší krajině je možné dobře zdokumentovat geologické procesy, které utvářely celé souostroví.

## Příroda
Příroda Isabely se poněkud liší od ostatních galapážských ostrovů, neboť zde nenajdeme obvyklé rozložení vegetačních zón. Poměrně nová lávová pole a chudé okolní půdy neposkytují dostatek živin, aby se zde vytvořilo takové množství rozličných vegetačních zón jako na ostatních ostrovech. Další patrný rozdíl je u vulkánů Wolf a Cerro Azul, jejichž vrcholky ční nad hradbou mraků a jsou suché.
Isabela je domovem více želv sloních, než všechny ostatní galapážské ostrovy dohromady. Velká rozloha ostrova a jeho specifická topografie vytvořily pro pomalé se pohybující želvy bariéry – ty zřejmě nebyly schopny překonat lávové proudy a další překážky, proto se zde vyvinulo hned několik různých poddruhů. V současnosti se želvy volně pohybují v kalderách zdejších neaktivních vulkánů.
Bohatství přírodních druhů zahrnuje tučňáky, kormorány, mořské leguány, tereje, pelikány a kraby. Dále zde najdeme pozemní leguány, „Darwinovy pěnkavy“ (pěnkavky rodů Camarhynchus, Geospiza, Certhidea a Pinaroloxias), galapážskou káni a galapážskou hrdličku. Západní pobřeží ostrova je ideálním místem k pozorování delfínů a velryb.
Příroda zde byla vážně ohrožena přemnožením dovezených koz, kterých zde bylo v jednu dobu až 100 000. Správě Galapážského národního parku ve spolupráci s Nadací Charlese Darwina se však podařilo kozy na ostrově vymýtit.

## Lidské osídlení
Osady Puerto Villamil a Santo Tomás byly založeny v roce 1893. V roce 1905 žilo na ostrově 200 lidí. Na ostrově se těžila síra (z fumarol), z korálů se získávalo vápno. Z želv bylo získáváno maso a olej.
Puerto Villamil ležící na jihovýchodním cípu ostrova je třetím největším sídlem souostroví.

## Galerie

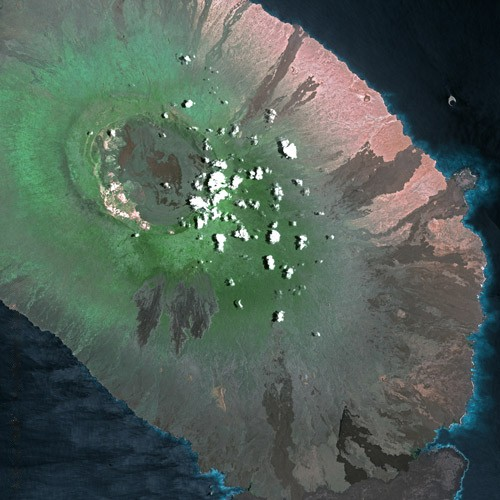
Satelitní pohled na sopku Alcedo
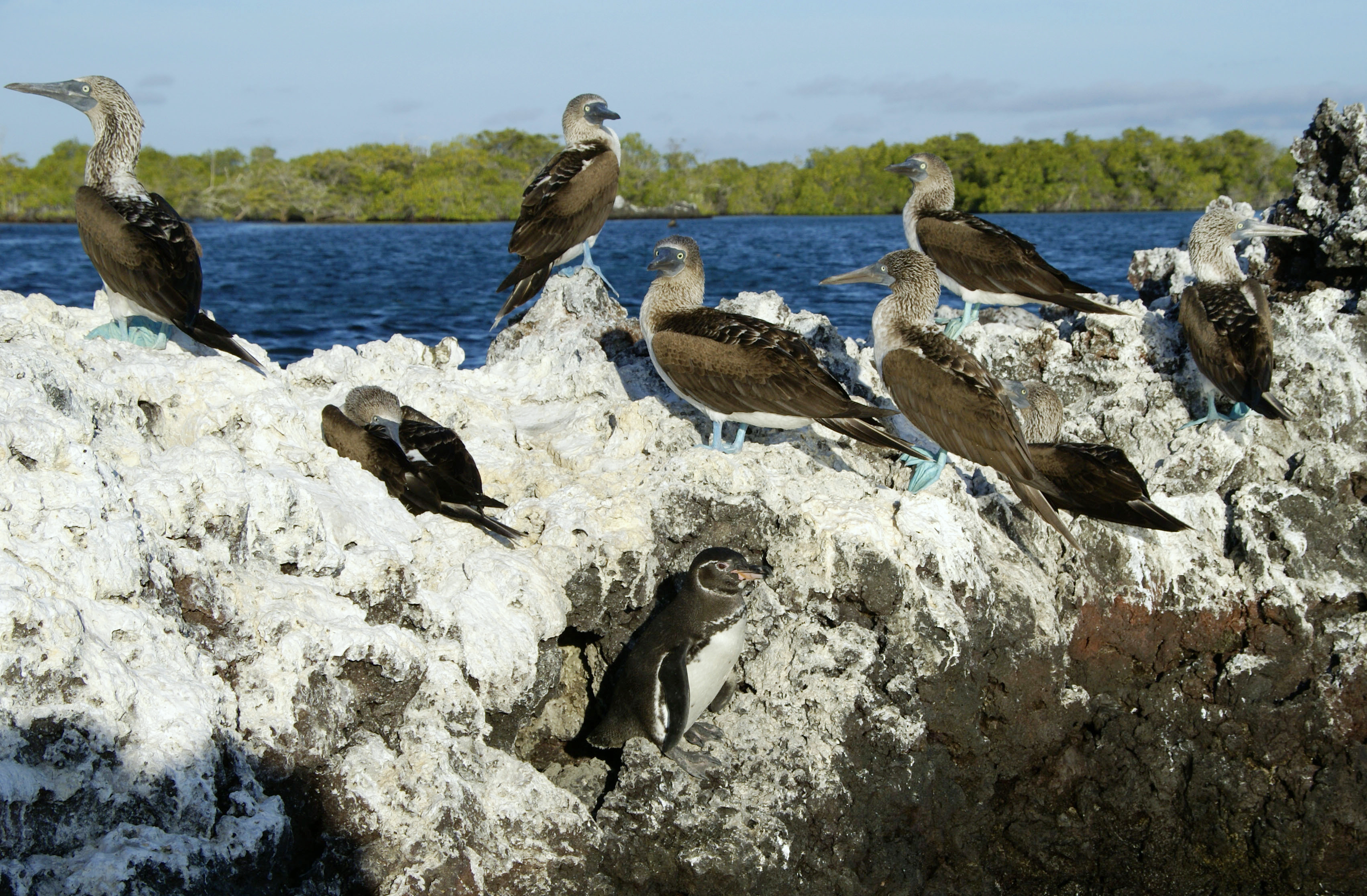
Terejové modronozí a tučňák galapážský v Elizabeth Bay
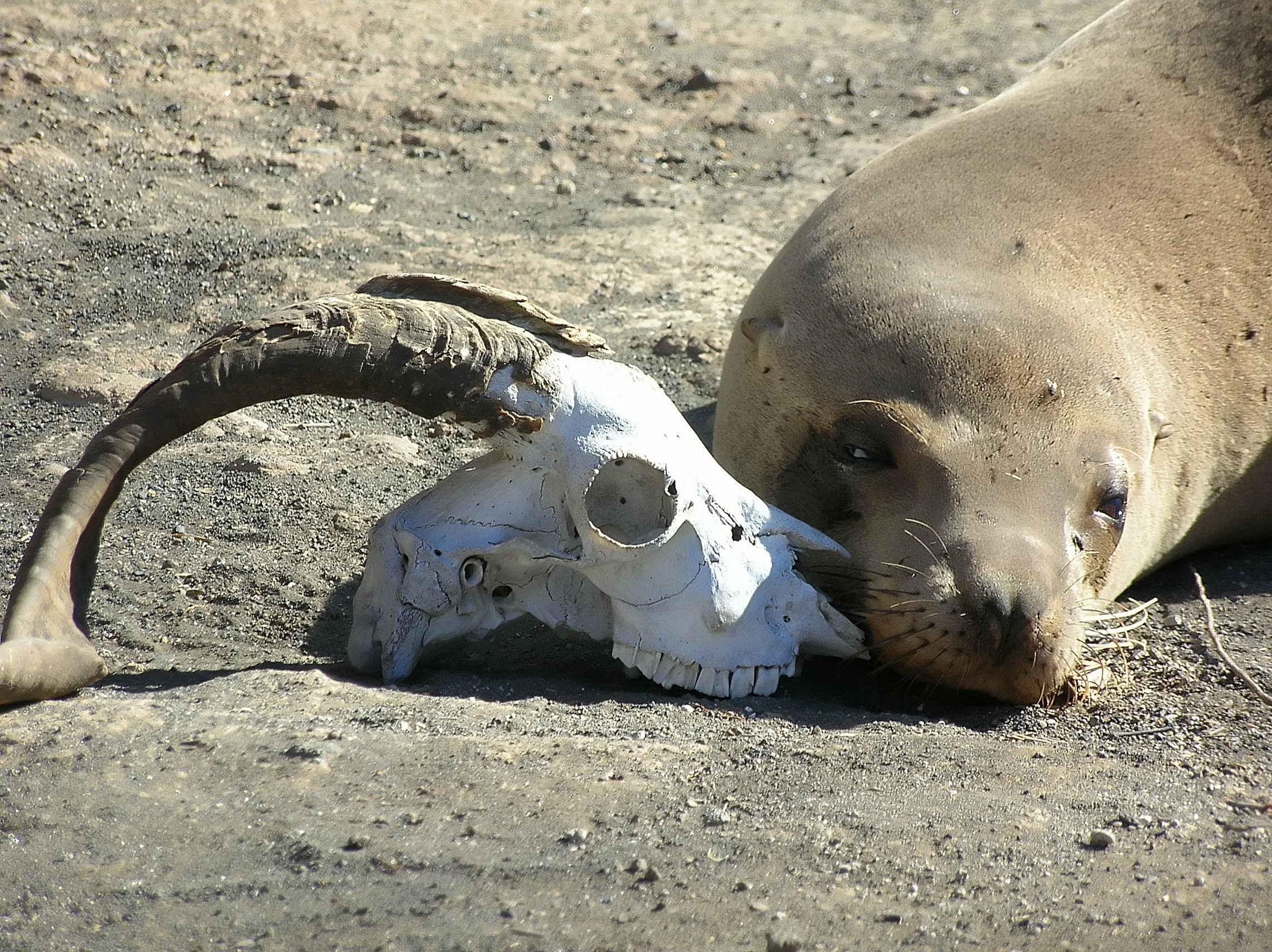
Mořský tuleň vedle lebky zdivočelé kozy
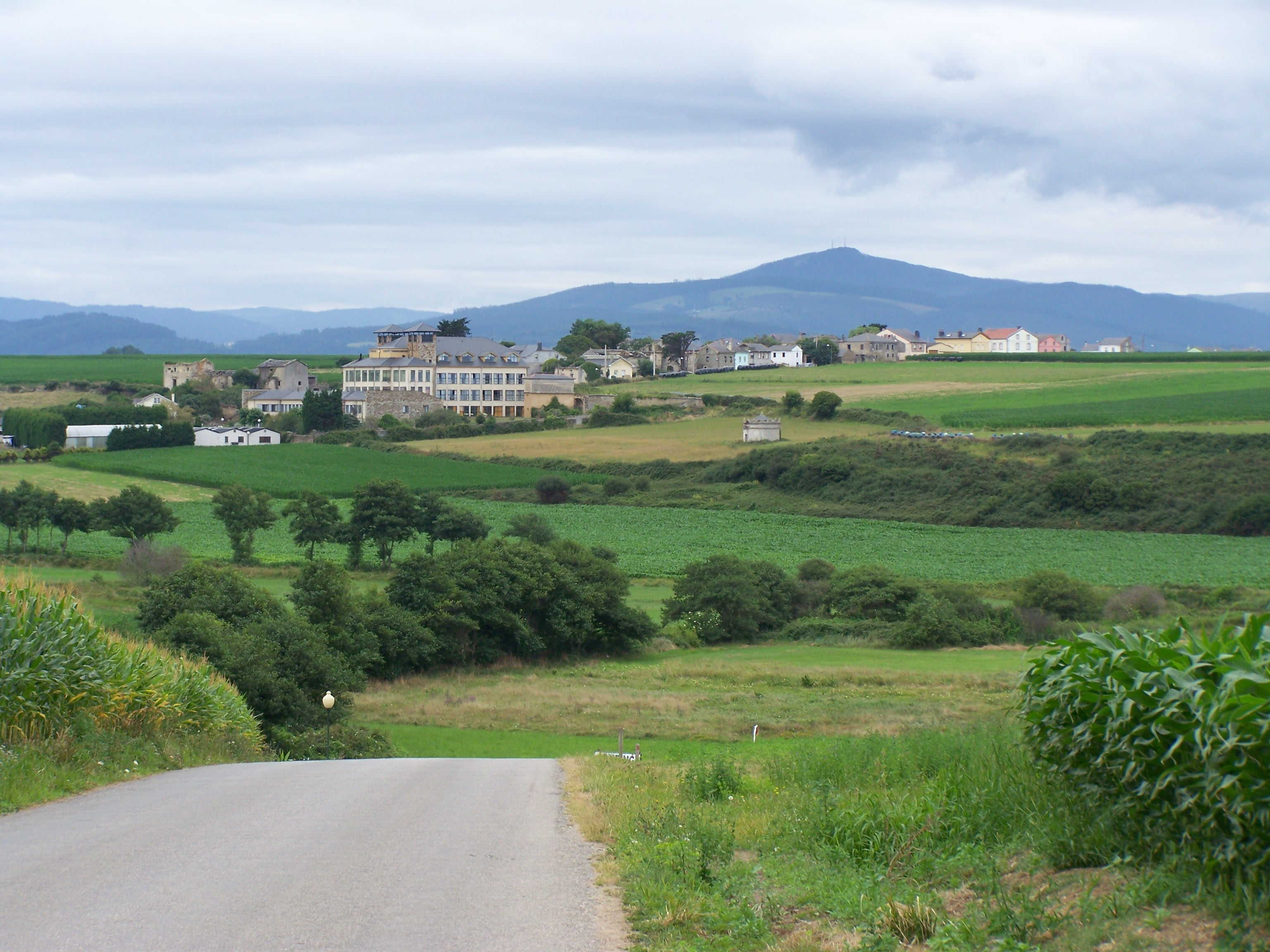
Osada Puerto Villamil
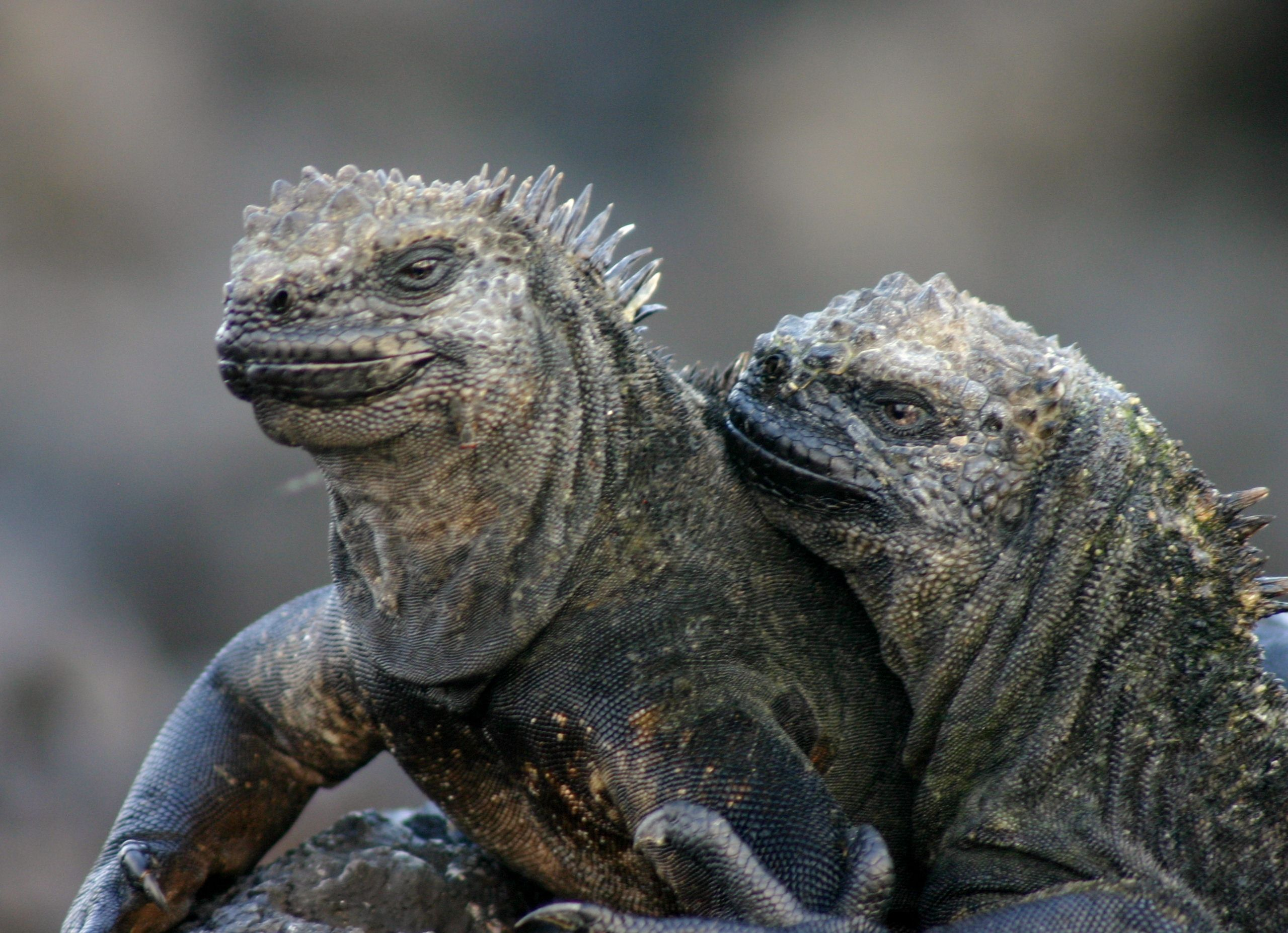
Leguán mořský